# TJ Sokol Mysločovice
Tělovýchovná jednota Sokol Mysločovice je fotbalový klub z Mysločovic na Zlínsku, který byl založen v roce 1952. Od sezony 2022/23 nastupuje v Okresní soutěži Zlínska (9. nejvyšší soutěž).
Největším úspěchem klubu je účast ve třech ročnících Divize D (1997–2000).
Svoje domácí zápasy hraje na fotbalovém hřišti v Mysločovicích.

## Historické názvy
Zdroj: 
- 1952 – JTO Sokol Mysločovice (Jednotná tělovýchovná organisace Sokol Mysločovice)
- 1953 – DSO Sokol Mysločovice (Dobrovolná sportovní organisace Sokol Mysločovice)
- 1957 – TJ Sokol Mysločovice (Tělovýchovná jednota Sokol Mysločovice)
- 1990 – TJ Sokol Mysločovice, o.s. (Tělovýchovná jednota Sokol Mysločovice, občanské sdružení)
- 1996 – FCS Mysločovice (Football Club Stival Mysločovice)
- 2001 – TJ Sokol Mysločovice, o.s. (Tělovýchovná jednota Sokol Mysločovice, občanské sdružení)
- 2016 – TJ Sokol Mysločovice, z.s. (Tělovýchovná jednota Sokol Mysločovice, zapsaný spolek)

## Stručná historie klubu
Sokol byl v Mysločovicích založen v roce 1932, ke vzniku fotbalového klubu však došlo až roku 1952.
Mysločovice začínaly ve IV. třídě okresu Gottwaldov (nynější Zlín), odkud v sezoně 1957/58 postoupily do III. třídy (před reorganizací v roce 1960 to byla nejvyšší okresní soutěž). Prvního postupu do nejvyšší okresní soutěže (po reorganizaci v roce 1960) se dočkaly v ročníku 1980/81 a od sezony 1981/82 hrály v okresním přeboru.
Na jaře 1981 vyhrály Mysločovice Pohár Okresního fotbalového svazu Gottwaldov (nynější Zlín). První finálové utkání ročníku 1980/81 se hrálo v pátek 1. května 1981 v Biskupicích a domácí mužstvo TJ Tatran Družstevník Biskupice je vyhrálo 2:0 (poločas 1:0). Odvetný zápas se hrál v pátek 8. května 1981 v Mysločovicích, domácí v něm zvítězili 3:0 (poločas 1:0) a stali se vítězi okresního poháru. Na jaře 1982 si Mysločovice zopakovaly vítězství v Poháru OFS Gottwaldov a kvalifikovaly se do Jihomoravského krajského poháru. V něm dokázaly vyřadit Fatru Napajedla a nestačily na Jiskru Otrokovice (obě mužstva byla účastníky I. A třídy Jihomoravského kraje).
Po skončení ročníku 1993/94 došlo za pomoci sponzorů k odkoupení účasti v I. A třídě od klubu TJ Střílky. Největším sponzorem Mysločovic se stala firma STIVAL. V ročníku 1995/96 vyhrály Mysločovice I. A třídu, v sezoně 1996/97 zvítězily i ve Středomoravském župním přeboru a od sezony 1997/98 bojovaly v divizi.
V sezonách 1997/98, 1998/99 a 1999/00 se klub účastnil Poháru Českomoravského fotbalového svazu. V ročníku 1997/98 narazil v předkole na divizní mužstvo Dukly Hranice, které po nerozhodném výsledku 3:3 vyřadil v penaltovém rozstřelu 4:3. V prvním kole pak nestačil na třetiligové mužstvo SK Hranice a po domácí prohře 0:3 byl vyřazen. V ročníku 1998/99 vyřadil v 1. kole třetiligové mužstvo Slovácké Slavie Uherské Hradiště (nerozhodně 1:1, penaltový rozstřel 3:2), ve druhém kole vyhrál 3:0  na hřišti svého divizního soupeře ze Slavičína (1 500 diváků) a postoupil tak do 3. kola. Ve středu 28. října 1998 se FCS Mysločovice utkal před zraky 4 000 diváků s úřadujícím mistrem ligy Spartou Praha a po porážce 0:8 byl z dalších bojů vyřazen. V ročníku 1999/00 vypadly Mysločovice hned v 1. kole s třetiligovým mužstvem Kunovic.
V Mysločovicích působili mj. prvoligoví hráči Aleš Ryška (jaro 1996, odešel do Uherského Brodu) a Petr Podaný (podzim 1997, odešel do Spartaku Hluk). V sezonách 1995/96, 1996/97 a v prvních osmi zápasech ročníku 1997/98 vedl A-mužstvo Zdeněk Mandík, kterého nahradil hrající trenér Petr Podaný. V roce 1999 se hlavní sponzor dostal do problémů, což předznamenalo návrat A-mužstva do okresních soutěží (od sezony 2004/05 včetně).
Od prosince 2022 je předsedou klubu Mgr. Jiří Volf.

## Zázemí klubu
Klub má k dispozici travnaté hřiště (100×50 metrů). Součástí Sokola je mj. ubytovna.

## Umístění v jednotlivých sezonách
Legenda: Z – zápasy, V – výhry, R – remízy, P – porážky, VG – vstřelené góly, OG – obdržené góly, +/− – rozdíl skóre, B – body, červené podbarvení – sestup, zelené podbarvení – postup, fialové podbarvení – reorganizace, změna skupiny či soutěže
| Československo (1956 – 1993) |                                        |        |    |     |       |     |     |     |     |    |        |
| Sezóny                       | Liga                                   | Úroveň | Z  | V   | R     | P   | VG  | OG  | +/− | B  | Pozice |
| 1956                         | IV. třída okresu Gottwaldov            | 7      | 22 | 12  | 0     | 10  | 53  | 48  | +5  | 24 | 5.     |
| 1957/58                      | IV. třída okresu Gottwaldov            | 8      | 20 | 16  | 1     | 3   | 102 | 33  | +69 | 33 | 2.     |
| 1958/59                      | III. třída okresu Gottwaldov           | 7      | 22 | 7   | 3     | 12  | 68  | 73  | −5  | 17 | 8.     |
| 1959/60                      | III. třída okresu Gottwaldov           | 7      | 22 | 8   | 5     | 9   | 49  | 53  | −4  | 21 | 7.     |
| 1960/61                      | Okresní soutěž Gottwaldovska – sk. A   | 6      | 20 | 5   | 1     | 14  | 42  | 64  | −22 | 11 | 10.    |
| 1961/62                      | Základní třída Gottwaldovska – sk. A   | 7      | 18 | 12  | 1     | 5   | 71  | 34  | +37 | 25 | 2.     |
| 1962/63                      | Základní třída Gottwaldovska – sk. A   | 7      | 12 | 7   | 3     | 2   | 37  | 23  | +14 | 17 | 2.     |
| 1963/64                      | Základní třída Gottwaldovska – sk. A   | 8      | 14 | 12  | 2     | 0   | 76  | 18  | +58 | 26 | 1.     |
| 1964/65                      | Okresní soutěž Gottwaldovska – sk. A   | 7      | 22 | 4   | 5     | 13  | 49  | 83  | −34 | 13 | 11.    |
| 1965/66                      | Okresní soutěž Gottwaldovska – sk. A   | 8      | 22 | 4   | 4     | 14  | 35  | 73  | −38 | 12 | 11.    |
| 1966/67                      | Základní třída Gottwaldovska – sk. A   | 9      | 22 | 10  | 4     | 8   | 76  | 62  | +14 | 24 | 6.     |
| 1967/68                      | Základní třída Gottwaldovska – sk. A   | 9      | 22 | 19  | 2     | 1   | 110 | 29  | +81 | 40 | 1.     |
| 1968/69                      | Okresní soutěž Gottwaldovska – sk. A   | 8      | 26 | 13  | 4     | 9   | 68  | 60  | +8  | 30 | 6.     |
| 1969/70                      | Okresní soutěž Gottwaldovska – sk. A   | 8      | 22 | 8   | 6     | 8   | 41  | 48  | −7  | 22 | 5.     |
| 1970/71                      | Okresní soutěž Gottwaldovska – sk. A   | 9      | 22 | 9   | 5     | 8   | 46  | 45  | +1  | 23 | 8.     |
| 1971/72                      | Okresní soutěž Gottwaldovska – sk. A   | 9      | 22 | 4   | 4     | 14  | 26  | 61  | −35 | 12 | 12.    |
| 1972/73                      | Okresní soutěž Gottwaldovska – sk. A   | 9      | 22 | 6   | 6     | 10  | 38  | 43  | −5  | 18 | 9.     |
| 1973/74                      | Okresní soutěž Gottwaldovska – sk. A   | 9      | 22 | 6   | 6     | 10  | 31  | 47  | −16 | 18 | 10.    |
| 1974/75                      | Okresní soutěž Gottwaldovska – sk. A   | 9      | 22 | 8   | 7     | 7   | 35  | 30  | +5  | 23 | 4.     |
| 1975/76                      | Okresní soutěž Gottwaldovska – sk. A   | 9      | 22 | 13  | 2     | 7   | 43  | 30  | +13 | 28 | 2.     |
| 1976/77                      | Okresní soutěž Gottwaldovska – sk. A   | 9      | 26 | 7   | 9     | 10  | 48  | 51  | −3  | 23 | 11.    |
| 1977/78                      | Okresní soutěž Gottwaldovska – sk. A   | 8      | 26 | 12  | 5     | 9   | 52  | 33  | +19 | 29 | 3.     |
| 1978/79                      | Okresní soutěž Gottwaldovska – sk. A   | 8      | 26 | 11  | 7     | 8   | 46  | 31  | +15 | 29 | 5.     |
| 1979/80                      | Okresní soutěž Gottwaldovska – sk. A   | 8      | 26 | 15  | 3     | 8   | 50  | 30  | +20 | 33 | 4.     |
| 1980/81                      | Okresní soutěž Gottwaldovska – sk. A   | 8      | 26 | 19  | 5     | 2   | 74  | 26  | +48 | 43 | 1.     |
| 1981/82                      | Okresní přebor Gottwaldovska           | 8      | 26 | 9   | 5     | 12  | 26  | 36  | −10 | 23 | 11.    |
| 1982/83                      | Okresní přebor Gottwaldovska           | 8      | 26 | 11  | 7     | 8   | 41  | 27  | +14 | 29 | 6.     |
| 1983/84                      | Okresní přebor Gottwaldovska – sk. A   | 7      | 22 | 8   | 5     | 9   | 35  | 31  | +4  | 21 | 7.     |
| 1984/85                      | Okresní přebor Gottwaldovska – sk. A   | 7      | 22 | 11  | 6     | 5   | 43  | 25  | +18 | 28 | 4.     |
| 1985/86                      | Okresní přebor Gottwaldovska – sk. A   | 7      | 22 | 6   | 4     | 12  | 23  | 36  | −13 | 16 | 10.    |
| 1986/87                      | Okresní soutěž Gottwaldovska – sk. A   | 9      | 26 | 16  | 10    | 0   | 59  | 20  | +39 | 42 | 1.     |
| 1987/88                      | Okresní přebor Gottwaldovska           | 8      | 26 | 8   | 6     | 12  | 35  | 49  | −14 | 22 | 11.    |
| 1988/89                      | Okresní přebor Gottwaldovska           | 8      | 26 | 9   | 6     | 11  | 35  | 43  | −8  | 22 | 6.     |
| 1989/90                      | Okresní přebor Zlínska                 | 8      | 26 | ... | ...   | ... | ... | ... | ... |    |        |
| 1990/91                      | Okresní soutěž Zlínska – sk. A         | 9      |    | ... | ...   | ... | ... | ... | ... |    |        |
| 1991/92                      | Okresní přebor Zlínska                 | 8      | 26 | ... | ...   | ... | ... | ... | ... |    |        |
| 1992/93                      | Okresní přebor Zlínska                 | 8      | 26 | 8   | 7     | 11  | 36  | 43  | −7  | 23 | 10.    |
| Česko (1993 – )              |                                        |        |    |     |       |     |     |     |     |    |        |
| Sezóny                       | Liga                                   | Úroveň | Z  | V   | R     | P   | VG  | OG  | +/− | B  | Pozice |
| 1993/94                      | Okresní přebor Zlínska                 | 8      | 26 | ... | ...   | ... | ... | ... | ... |    | 2.     |
| 1994/95                      | I. A třída Středomoravské župy – sk. B | 6      | 26 | 9   | 6     | 11  | 40  | 44  | −4  | 24 | 10.    |
| 1995/96                      | I. A třída Středomoravské župy – sk. B | 6      | 26 | 24  | 0     | 2   | 84  | 25  | +59 | 72 | 1.     |
| 1996/97                      | Středomoravský župní přebor            | 5      | 30 | 21  | 8     | 1   | 73  | 27  | +46 | 71 | 1.     |
| 1997/98                      | Divize D                               | 4      | 30 | 12  | 7     | 11  | 39  | 43  | −4  | 43 | 7.     |
| 1998/99                      | Divize D                               | 4      | 30 | 12  | 6     | 12  | 53  | 47  | +6  | 42 | 6.     |
| 1999/00                      | Divize D                               | 4      | 30 | 7   | 5     | 18  | 27  | 58  | −31 | 26 | 15.    |
| 2000/01                      | Středomoravský župní přebor            | 5      | 30 | 2   | 4     | 24  | 18  | 97  | −79 | 10 | 16.    |
| 2001/02                      | I. A třída Středomoravské župy – sk. A | 6      | 26 | 4   | 5     | 17  | 33  | 78  | −45 | 17 | 13.    |
| 2002/03                      | I. B třída Zlínského kraje – sk. B     | 7      | 26 | ... | ...   | ... | ... | ... | ... |    |        |
| 2003/04                      | I. B třída Zlínského kraje – sk. B     | 7      | 26 | 8   | 4     | 14  | 33  | 48  | −15 | 28 | 12.    |
| 2004/05                      | Okresní přebor Zlínska                 | 8      | 26 | 12  | 6     | 8   | 44  | 42  | +2  | 42 | 4.     |
| 2005/06                      | Okresní přebor Zlínska                 | 8      | 26 | 4   | 2     | 20  | 37  | 92  | −55 | 14 | 14.    |
| 2006/07                      | Okresní soutěž Zlínska – sk. A         | 9      | 20 | 6   | 4     | 10  | 33  | 44  | −11 | 22 | 10.    |
| 2007/08                      | Okresní soutěž Zlínska – sk. A         | 9      | 24 | 7   | 6     | 11  | 37  | 47  | −10 | 27 | 9.     |
| 2008/09                      | Základní třída Zlínska – sk. A         | 10     | 24 | 18  | 2     | 4   | 82  | 19  | +63 | 56 | 1.     |
| 2009/10                      | Okresní soutěž Zlínska – sk. A         | 9      | 26 | 8   | 11    | 7   | 56  | 55  | +1  | 35 | 9.     |
| 2010/11                      | Okresní soutěž Zlínska – sk. A         | 9      | 26 | 11  | 1     | 14  | 55  | 54  | +1  | 34 | 10.    |
| 2011/12                      | Okresní soutěž Zlínska – sk. A         | 9      | 26 | 8   | 6     | 12  | 50  | 61  | −11 | 30 | 11.    |
| 2012/13                      | Okresní soutěž Zlínska – sk. A         | 9      | 26 | 10  | 4     | 12  | 56  | 72  | −16 | 34 | 8.     |
| 2013/14                      | Okresní soutěž Zlínska – sk. A         | 9      | 26 | 11  | 5     | 10  | 64  | 55  | +9  | 38 | 6.     |
| 2014/15                      | Okresní soutěž Zlínska – sk. A         | 9      | 26 | 18  | 1 / 1 | 6   | 72  | 40  | +32 | 57 | 1.     |
| 2015/16                      | Okresní přebor Zlínska                 | 8      | 26 | 10  | 0 / 4 | 12  | 48  | 46  | +2  | 34 | 9.     |
| 2016/17                      | Okresní přebor Zlínska                 | 8      | 26 | 16  | 0 / 3 | 7   | 74  | 46  | +28 | 51 | 5.     |
| 2017/18                      | Okresní přebor Zlínska                 | 8      | 26 | 10  | 2 / 4 | 10  | 55  | 53  | +2  | 38 | 5.     |
| 2018/19                      | Okresní přebor Zlínska                 | 8      | 26 | 8   | 2 / 1 | 15  | 37  | 71  | −34 | 29 | 10.    |
| 2019/20                      | Okresní přebor Zlínska                 | 8      | 13 | 1   | 1 / 1 | 10  | 16  | 46  | −30 | 6  | 14.    |
| 2020/21                      | Okresní přebor Zlínska                 | 8      | 8  | 2   | 0 / 1 | 5   | 16  | 28  | −12 | 7  | 13.    |
| 2021/22                      | Okresní přebor Zlínska                 | 8      | 26 | 0   | 2     | 24  | 22  | 108 | −86 | 2  | 14.    |
| 2022/23                      | Okresní soutěž Zlínska – sk. A         | 9      | 22 | 2   | 3     | 17  | 28  | 81  | −53 | 9  | 12.    |
| 2023/24                      | Základní třída Zlínska – sk. A         | 10     | 21 | 10  | 4     | 7   | 43  | 30  | +13 | 34 | 3.     |
| 2024/25                      | Základní třída Zlínska – sk. A         | 10     | 11 | 7   | 2     | 2   | 32  | 17  | +15 | 23 | 3.     |

Poznámky:
- 1957/58: Postoupilo rovněž vítězné mužstvo TJ Sokol Mladcová.[7]
- 1993/94: Do konce této sezony byly za vítězství udělovány 2 body.[56]
- 1994/95: Od začátku této sezony jsou za výhru udělovány 3 body.[50] Před sezonou byla odkoupena účast v I. A třídě Středomoravské župy od TJ Střílky.[1][57]
- 2014/15: Od této sezony až do konce sezony 2020/21 se soutěže OFS Zlín hrály tímto způsobem: Pokud zápas skončil nerozhodně, kopal se penaltový rozstřel. Jeho vítěz bral 2 body, poražený pak jeden bod. Za výhru po 90 minutách byly 3 body, za prohru po 90 minutách nebyl žádný bod.[54][55]
- 2019/20 a 2020/21: Tyto sezony nebyly dokončeny z důvodu pandemie covidu-19 v Česku.

## TJ Sokol Mysločovice „B“
TJ Sokol Mysločovice „B“ je rezervním týmem Mysločovic, který se pohybuje v okresních soutěžích. B-mužstvo bylo do soutěže poprvé přihlášeno v sezoně 1978/79.

### Umístění v jednotlivých sezonách
Legenda: Z – zápasy, V – výhry, R – remízy, P – porážky, VG – vstřelené góly, OG – obdržené góly, +/− – rozdíl skóre, B – body, červené podbarvení – sestup, zelené podbarvení – postup, fialové podbarvení – reorganizace, změna skupiny či soutěže
| Československo (1978 – 1993) |                                      |        |    |     |       |     |     |     |      |    |        |
| Sezóny                       | Liga                                 | Úroveň | Z  | V   | R     | P   | VG  | OG  | +/−  | B  | Pozice |
| 1978/79                      | Základní třída Gottwaldovska – sk. A | 9      | 23 | 5   | 2     | 16  | 36  | 81  | −45  | 12 | 13.    |
| 1979/80                      | Základní třída Gottwaldovska – sk. A | 9      | 24 | 5   | 4     | 15  | 45  | 78  | −33  | 14 | 11.    |
| 1980/81                      | Základní třída Gottwaldovska – sk. A | 9      | 24 | 6   | 7     | 11  | 39  | 60  | −21  | 19 | 9.     |
| 1981/82                      | Základní třída Gottwaldovska – sk. A | 10     | 23 | 5   | 6     | 12  | 30  | 46  | −16  | 16 | 10.    |
| 1982/83                      | Základní třída Gottwaldovska – sk. A | 10     | 26 | 11  | 3     | 12  | 51  | 58  | −7   | 25 | 9.     |
| 1983/84                      | Okresní soutěž Gottwaldovska – sk. A | 8      | 24 | 5   | 3     | 16  | 40  | 75  | −35  | 13 | 11.    |
| 1984/85                      | Okresní soutěž Gottwaldovska – sk. A | 8      | 23 | 5   | 2     | 16  | 30  | 63  | −33  | 12 | 12.    |
| 1985/86                      | Okresní soutěž Gottwaldovska – sk. C | 8      | 22 | 8   | 6     | 8   | 39  | 47  | −8   | 22 | 6.     |
| 1986/87                      | Základní třída Gottwaldovska – sk. A | 10     | 20 | 5   | 2     | 13  | 27  | 43  | −16  | 12 | 9.     |
| 1987/88                      | Základní třída Gottwaldovska – sk. A | 10     | 18 | 9   | 2     | 7   | 32  | 35  | −3   | 20 | 3.     |
| 1988/89                      | Základní třída Gottwaldovska – sk. A | 10     | 18 | 8   | 4     | 6   | 47  | 37  | +10  | 20 | 5.     |
| 1989/90                      | Základní třída Zlínska – sk. A       | 10     | 20 | ... | ...   | ... | ... | ... | ...  |    |        |
| 1990/91                      | Základní třída Zlínska – sk. A       | 10     |    | ... | ...   | ... | ... | ... | ...  |    | 4.     |
| ...                          |                                      |        |    |     |       |     |     |     |      |    |        |
| Česko (1993 – )              |                                      |        |    |     |       |     |     |     |      |    |        |
| Sezóny                       | Liga                                 | Úroveň | Z  | V   | R     | P   | VG  | OG  | +/–  | B  | Pozice |
| ...                          |                                      |        |    |     |       |     |     |     |      |    |        |
| 1994/95                      | Okresní soutěž Zlínska – sk. A       | 9      |    | ... | ...   | ... | ... | ... | ...  |    | 4.     |
| 1995/96                      | Okresní soutěž Zlínska – sk. A       | 9      |    | ... | ...   | ... | ... | ... | ...  |    |        |
| 1996/97                      | Okresní přebor Zlínska               | 8      |    | ... | ...   | ... | ... | ... | ...  | 10 |        |
| 1997/98                      | Okresní soutěž Zlínska – sk. A       | 9      |    | ... | ...   | ... | ... | ... | ...  |    | 10.    |
| 1998/99                      | Okresní soutěž Zlínska – sk. A       | 9      |    | ... | ...   | ... | ... | ... | ...  |    | 4.     |
| 1999/00                      | Okresní soutěž Zlínska – sk. A       | 9      |    | ... | ...   | ... | ... | ... | ...  |    | 2.     |
| 2000/01                      | Okresní soutěž Zlínska – sk. A       | 9      |    | ... | ...   | ... | ... | ... | ...  |    |        |
| 2001/02                      | Základní třída Zlínska – sk. A       | 10     |    | ... | ...   | ... | ... | ... | ...  |    |        |
| 2002/03                      | Základní třída Zlínska – sk. A       | 10     | 18 | 6   | 2     | 10  | 43  | 47  | −4   | 20 | 7.     |
| 2003/04                      | Základní třída Zlínska – sk. A       | 10     | 24 | 10  | 4     | 10  | 54  | 59  | −5   | 34 | 7.     |
| 2004/05                      | Základní třída Zlínska – sk. A       | 10     | 26 | 11  | 4     | 11  | 56  | 58  | −2   | 37 | 8.     |
| 2005/06                      | Základní třída Zlínska – sk. A       | 10     | 26 | 10  | 2     | 14  | 46  | 62  | −16  | 32 | 7.     |
| 2006/07                      | Základní třída Zlínska – sk. A       | 10     | 26 | 4   | 2     | 20  | 48  | 94  | −46  | 14 | 14.    |
| 2007/08                      | Základní třída Zlínska – sk. A       | 10     | 22 | 4   | 4     | 14  | 35  | 78  | −43  | 16 | 11.    |
| 2008/09                      | Okresní soutěž Kroměřížska – sk. A   | 9      | 26 | 6   | 3     | 17  | 36  | 84  | −48  | 21 | 12.    |
| 2009/10                      | Okresní soutěž Kroměřížska – sk. A   | 9      | 18 | 3   | 2     | 13  | 26  | 55  | −29  | 11 | 9.     |
| 2010/11                      | Okresní soutěž Kroměřížska – sk. A   | 9      | 28 | 6   | 1     | 21  | 43  | 97  | −54  | 19 | 13.    |
| 2011/12                      | Okresní soutěž Kroměřížska – sk. A   | 9      | 28 | 6   | 4     | 18  | 42  | 87  | −45  | 22 | 13.    |
| 2012/13                      | Okresní soutěž Kroměřížska – sk. A   | 9      | 30 | 6   | 2     | 22  | 42  | 113 | −71  | 20 | 15.    |
| 2013/14                      | Okresní soutěž Kroměřížska – sk. B   | 9      | 22 | 4   | 2     | 16  | 24  | 81  | −57  | 14 | 10.    |
| 2014/15                      | Základní třída Zlínska – sk. A       | 10     | 20 | 2   | 2 / 3 | 13  | 26  | 86  | −60  | 13 | 11.    |
| 2015/16                      | Základní třída Zlínska – sk. A       | 10     | 18 | 2   | 0 / 0 | 16  | 17  | 63  | −46  | 6  | 10.    |
| 2016/17                      | Základní třída Zlínska – sk. A       | 10     | 26 | 7   | 2 / 1 | 16  | 45  | 78  | −33  | 26 | 11.    |
| 2017/18                      | Základní třída Zlínska – sk. A       | 10     | 24 | 1   | 0 / 2 | 21  | 19  | 109 | −90  | 5  | 13.    |
| 2018/19                      | Základní třída Zlínska – sk. B       | 10     | 18 | 1   | 1 / 0 | 16  | 17  | 95  | −78  | 5  | 10.    |
| 2019/20                      | Základní třída Zlínska – sk. A       | 10     | 12 | 2   | 0 / 0 | 10  | 13  | 63  | −50  | 6  | 12.    |
| 2020/21                      | Základní třída Zlínska – sk. A       | 10     | 7  | 0   | 1 / 1 | 5   | 10  | 40  | −30  | 3  | 13.    |
| 2021/22                      | Základní třída Zlínska – sk. A       | 10     | 26 | 2   | 0     | 24  | 26  | 158 | −132 | 6  | 14.    |
| 2022/23                      | Základní třída Zlínska – sk. A       | 10     | 11 | 0   | 1     | 10  | 11  | 50  | −49  | 1  | 8.     |

Poznámky:
- 1978/79: Chybí výsledek posledního utkání v Provodově.[36][58]
- 1981/82: Chybí výsledek posledního utkání.[59]
- 1984/85: Chybí výsledek posledního utkání s Moravanem Otrokovice „B“.[43]
- 2014/15: Od této sezony až do konce sezony 2020/21 se soutěže OFS Zlín hrály tímto způsobem: Pokud zápas skončil nerozhodně, kopal se penaltový rozstřel. Jeho vítěz bral 2 body, poražený pak jeden bod. Za výhru po 90 minutách byly 3 body, za prohru po 90 minutách nebyl žádný bod.[54][55]
- 2019/20 a 2020/21: Tyto sezony nebyly dokončeny z důvodu pandemie covidu-19 v Česku.